# Farní sbor Českobratrské církve evangelické ve Velké Lhotě
Farní sbor Českobratrské církve evangelické ve Velké Lhotě je sborem Českobratrské církve evangelické ve Velké Lhotě. Sbor spadá pod Východomoravský seniorát. Bohoslužby se konají v památkovém dřevěném kostele.
Farářem sboru je Pavel Freitinger, kurátorem sboru je Jan Ježík.

## Faráři sboru
- Ferdinand Szeleczényi (1782–1784)
- Štěpán Csétsi-Nagy (1785–1788)
- Michal Vámossy (1788–1792)
- Štěpán Csétsi-Nagy (1792)
- Štěpán Kulifay (1793–1796)
- Štěpán Czako (1797–1815)
- Štěpán Garčík (1815–1819)
- Josef Gerža st. (1820–1843)
- Josef Gerža ml. (1843–1863)

...
- Gustav Jelínek (1864–1872), jako vikář
- Josef Martínek (1873–1874)
- Jan Karafiát (1875–1895)
- Bedřich Gerža (1899–1924)
- Gustav Adolf Švanda (1899–1924)
- Antonín Freitinger (1924–1935), jako vikář
- Miloš Šourek ThB. (1936–1946)
- Bohuslav Otřísal (1947–1952)
- Vladislav Ježík (1952–1992)
- Pavel Křivohlavý (1996–2006)
- Jan Krupa (2008–2020)
- Pavel Freitinger (2022–)

## Historie sboru a kostela
Počátky sboru se vztahují již k tolerančnímu patentu. Protože podle jeho nařízení nesměly nekatolické kostely mít střechu, pravděpodobně "natruc" si lhotečtí evangelíci postavili budovu s vysokou mansardovou střechou, která je dnes odborníky vysoce ceněna. 
 Stavba kostela započala již roku 1782, tedy necelý rok po vydání patentu. Stavba byla hotova přesně za rok. Kopcovitý terén byl zároveň jediným možným tehdy dostupným pozemkem, neboť katolická vrchnost v žádné ze sousedních obcí nechtěla poskytnout pozemky přímo na území obce (Malé Bystřice ani Stříteže nad Bečvou). 
 Roku 1938 bylo do kostela pořízeno harmonium, varhany byly realizovány až roku 1996.